# Теребени (Псковская область)
Теребени — деревня в Опочецком районе Псковской области России. 
Входит в состав Болгатовской волости.

## География
Расположена в 30 км к северо-востоку от города Опочка и в 4 км к северо-востоку от деревни Болгатово.

## Население
| 2001 | 2002 | 2010 | 2013 | 2014 | 2015 | 2016 |
| ---- | ---- | ---- | ---- | ---- | ---- | ---- |
| 75   | ↘74  | ↘52  | ↗61  | ↗65  | ↘53  | ↗59  |

Численность населения по состоянию на начало 2001 года составляла 75 человек.

## История
В деревне Теребени сохранилась деревянная Воскресенская церковь XVIII века с двумя приделами — Варваринским и Знамения. Погост Теребени и Воскресенская церковь упоминаются в псковских писцовых книгах конца XVI в. Первое известное описание церкви относится к 1764 г. Она значится в Псковской епархии Опочецкого заказа, Теребенского погоста при реке Теребенке.
Неподалёку от Теребеней находится имение Голенищевых-Кутузовых — Ступино (ныне не сохранившееся). На кладбище возле храма сохранился родовой склеп помещиков Львовых, могилы помещиков Карауловых и несколько древних каменных крестов.

## Храм Воскресения Христова
Церковь погоста Теребени выстроена в 1757 году, храм типа «восьмерик на четверике», бесстолпный, на каменном фундаменте, рублен «в лапу», деревянный с многоярусной шатровой колокольней. Под храмом склеп родителей фельдмаршала М. И. Голенищева-Кутузова.
Центральный придел во Имя Светлого Христова Воскресения освящён в 1791 году, его стены обиты парусиной в XIX веке.
Иконостас центрального придела повторяет контурно фасад Собора Петра и Павла в Петербурге. Построен храм отцом фельдмаршала М. И. Кутузова — Илларионом. Два придела в храме: во имя иконы Божией Матери Знамение и великомученицы Варвары.
В 1778 году освящён Варваринский придел и Знамения, возможно, он был Петровским. В подцерковье храма усыпальница родителей М. И. Кутузова — Иллариона Матвеевича Голенищева-Кутузова (1717—1784) и его жены Анны Илларионовны.
Церковь Воскресения Словущего, Опочецкий район, д. Теребени.
Храм действующий, с 1989 по 9 августа 2014 года настоятель иерей Георгий Мицов.
С августа 2016 года настоятелем назначен иерей Николай Дзык.